# Château de la Corrée
Le château de la Corrée est un château situé à Lourmarin, en Vaucluse.

## Histoire
Bâti dans le courant du XVIIe siècle, à l'extérieur du village de Lourmarin, deux familles se sont succédé sur cette propriété : les Savonin au XVIIe siècle, puis les Girard, au XIXe siècle. C'est essentiellement Pierre-Henri-Joseph Girard qui lança de grands travaux d'assainissement des terres, initialement marécageuses. Ce travail a permis l'aménagement du parc, avec des chutes d'eau, fontaines et cascades. 
L'ensemble du château et du parc sont inscrits au titre des monuments historiques depuis le 23 juin 2003.